# Джэксон (округ, Северная Каролина)
Округ Джэксон (англ. Jackson County) располагается в США, штате Северная Каролина. По состоянию на 2010 год, численность населения составляла 40 271 человек. Был основан в 1851 году, получил своё название в честь седьмого президента США Эндрю Джексона.

## География
По данным Бюро переписи США, общая площадь округа равняется 1279,0 км², из которых 1269,1 км² суша и 10 км² или 0,77 % это водоемы.

## Демография
По данным переписи населения 2000 года в округе проживает 40 271 жителей в составе 13 191 домашних хозяйств и 8 587 семей. Плотность населения составляет 26 человек на км². На территории округа насчитывается 19 291 жилых строений, при плотности застройки около 15-ти строений на км². Расовый состав населения: белые — 85,68 %, афроамериканцы — 1,67 %, коренные американцы (индейцы) — 10,20 %, азиаты — 0,51 %, гавайцы — 0,02 %, представители других рас — 0,55 %, представители двух или более рас — 1,38 %. Испаноязычные составляли 18,5 % населения независимо от расы.
В составе 25,50 % из общего числа домашних хозяйств проживают дети в возрасте до 18 лет, 51,40 % домашних хозяйств представляют собой супружеские пары проживающие вместе, 10,00 % домашних хозяйств представляют собой одиноких женщин без супруга, 34,90 % домашних хозяйств не имеют отношения к семьям, 27,00 % домашних хозяйств состоят из одного человека, 9,80 % домашних хозяйств состоят из престарелых (65 лет и старше), проживающих в одиночестве. Средний размер домашнего хозяйства составляет 2,30 человека, и средний размер семьи 2,79 человека.
Возрастной состав округа: 19,00 % моложе 18 лет, 17,90 % от 18 до 24, 24,40 % от 25 до 44, 25,00 % от 45 до 64 и 13,80 % от 65 и старше. Средний возраст жителя округа 36 лет. На каждые 100 женщин приходится 95,40 мужчин. На каждые 100 женщин старше 18 лет приходится 93,10 мужчин.
Средний доход на домохозяйство в округе составлял 32 552 USD, на семью — 40 876 USD. Среднестатистический заработок мужчины был 27 738 USD против 22 029 USD для женщины. Доход на душу населения был 17 582 USD. Около 9,50 % семей и 15,10 % общего населения находились ниже черты бедности, в том числе — 15,70 % молодежи (тех кому ещё не исполнилось 18 лет) и 15,20 % тех кому было уже больше 65 лет.